# Passais
Passais är en kommun i departementet Orne i regionen Normandie i nordvästra Frankrike. Kommunen ligger i kantonen Passais som tillhör arrondissementet Alençon. År 2018 hade Passais 780 invånare.

## Befolkningsutveckling
Antalet invånare i kommunen Passais
| Referens: INSEE |